# Авреліо (король Астурії)
Авреліо (*Aurelio, бл. 740 —774) — король Астурії у 768—774 роках.

## Біографія
Походив з Астуро-Леонської династії. Син Фруели, герцога Кантабрії. Народився у місті Леон близько 740 року. Був двоюрідним братом короля Фруели I. Про молоді роки немає відомостей. Вступив в конфлікт з королем. Зрештою внаслідок змови у 768 році Фруелу I було вбито.
Після цього на з'їзді знаті Авреліо обирається новим королем. Церемонія коронації відбулася у міста Сама. Політика була спрямована на збереження меж королівства. Тому Авреліо не проводив активної зовнішньої політики, намагаючись тримати мир з Кордовським еміратом. Водночас зумів зберегти незалежність Астурії.
Більше уваги приділяв внутрішнім справам. Найбільше значення мало потужне антифеодальне повстання селян, яке було жорстоко придушене. Помер король Авреліо у місті Сан-Мартін у 774 році. Владу успадкував Сіло, чоловік сестри Фруели I.